# Майдан-Соболевський
Майдан-Соболевський (пол. Majdan Sobolewski) — село в Польщі, у гміні Фірлей Любартівського повіту Люблінського воєводства.
Населення — 127 осіб (2011).
У 1975-1998 роках село належало до Люблінського воєводства.

## Демографія
Демографічна структура станом на 31 березня 2011 року:
|          | Загалом | Допрацездатний вік | Працездатний вік | Постпрацездатний вік |
| -------- | ------- | ------------------ | ---------------- | -------------------- |
| Чоловіки | 66      | 12                 | 41               | 13                   |
| Жінки    | 61      | 18                 | 25               | 18                   |
| Разом    | 127     | 30                 | 66               | 31                   |